# Schlacht bei Kesselsdorf
Europäischer Kriegsschauplatz:

Mollwitz* – Chotusitz* – Simbach – Dettingen – Toulon – Pfaffenhofen – Tournai – Fontenoy – Hohenfriedberg** – Soor** – Hennersdorf** – Kesselsdorf** – Brüssel – Piacenza – Namur – Roucourt – Kap Finisterre 1 – Lauffeldt – Assietta –  Bergen op Zoom – Kap Finisterre 2 – Maastricht
(*) Erster Schlesischer Krieg – (**) Zweiter Schlesischer Krieg
Indischer Kriegsschauplatz:

Erster Karnatischer Krieg
Amerikanischer Kriegsschauplatz:

War of Jenkins’ Ear – King George’s War
Baumgarten – 
Glogau – 
Mollwitz – 
Lesch  – 
Glatz – 
Chotusitz – 
Teltschitz – 
Pless – 
Ratibor – 
Hohenfriedberg – 
Soor – 
Hennersdorf – 
Zittau – 
Kesselsdorf
In der Schlacht bei Kesselsdorf besiegte am 15. Dezember 1745 die preußische Armee unter Fürst Leopold I. die verbündeten Truppen Sachsens und Österreichs unter dem kursächsischen Feldmarschall Friedrich August Graf Rutowski und entschied damit den Zweiten Schlesischen Krieg zugunsten Preußens.

## Verlauf

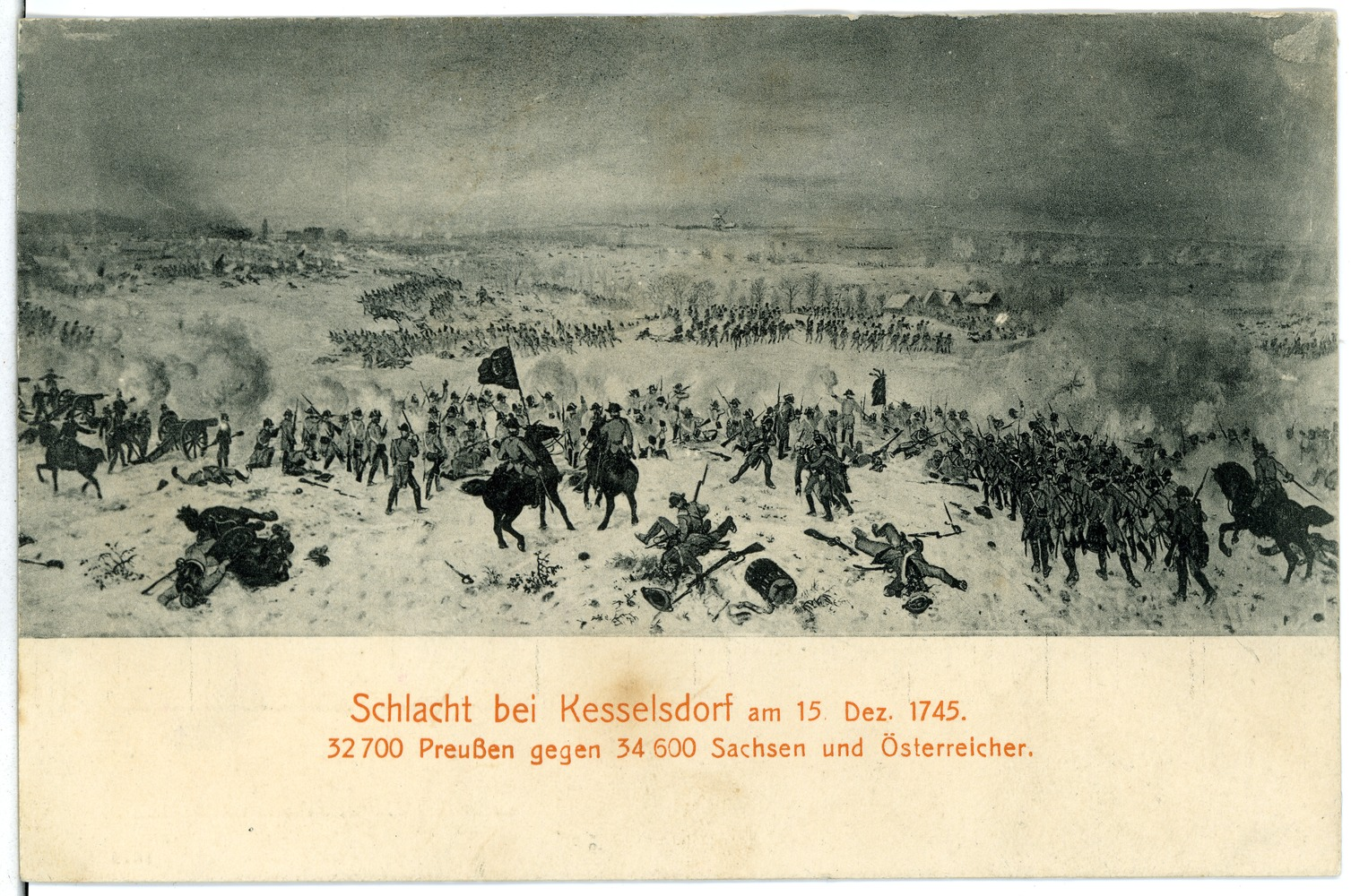
Schlacht bei Kesselsdorf

Kesselsdorf, heute ein Ortsteil der Stadt Wilsdruff, liegt westlich der sächsischen Hauptstadt Dresden. Um sie zu schützen, hatten Österreicher und Sachsen im Dezember 1745 hier 32.000 Mann zusammengezogen und südlich des Zschoner Grunds aufgestellt. Das Dorf bildete den Schlüssel zur Stellung und war durch 3 Batterien mit 34 Geschützen gedeckt. Leopold I., der „Alte Dessauer“, war entschlossen, diese Stellung zu erstürmen, und ging gegen Mittag zum Angriff über.
Die Attacke wurde zweimal unter furchtbaren Verlusten für die Preußische Armee zurückgeschlagen. Als jedoch die kursächsischen Truppen und das kaiserliche Kontingent die zurückweichenden preußischen Bataillone nach deren zweitem Angriff ungestüm verfolgten, gerieten sie ins Feuer preußischer Dragonereinheiten und zogen sich nunmehr ihrerseits ungeordnet zurück. Dadurch gelang es den Preußen, mit den Fliehenden zugleich in Kesselsdorf einzudringen und die Batterien zu erobern.
Gleichzeitig hatte der Sohn des preußischen Oberbefehlshabers, Prinz Moritz von Anhalt-Dessau, mit seinen Truppen den rechten feindlichen Flügel bei Pennrich umgangen und zurückgeworfen, sodass auch hier die Sachsen einen ungeordneten Rückzug antraten.
Die Schlacht bei Kesselsdorf war der letzte Sieg von Leopold I. und entschied den Krieg zugunsten Preußens. Dresden wurde am 17. Dezember übergeben, und bereits am Tag darauf zog König Friedrich II. in der Stadt ein.

„So endigte sich die Schlacht bey Kesselsdorf (1745. den 15. December,) eine der blutigsten in der neuern Kriegsgeschichte. Ihr Gewinn kostete den Sieger fast so viel als ihr Verlust den Ueberwundenen. Der Brandenburger siegte hier über Natur, über Geschütz und Tapferkeit seines Gegners. Seinem heldenmüthigen Anführer, dem Fürsten Leopold, der mitten im heftigsten Feuer überall zugegen war, fuhren drey Flintenkugeln durch den Mantel; seinem Sohne dem Prinzen Moritz ward das Pferd dreymal unter dem Leibe verwundet und der rechte Schoos des Rockes durchschossen; doch Vater und Sohn blieben unverletzt.“

Auf preußischer Seite fielen die Generäle Herzberg, Polentz und Rindtorf.

## Friedensschluss
Am 25. Dezember schloss Friedrich mit den Abgesandten der Kaiserin Maria Theresias und König Augusts III. von Sachsen-Polen, der sich mit seinem Minister Heinrich von Brühl nach Prag in Sicherheit gebracht hatte, den Frieden von Dresden. An den Friedensschluss, der um 11.30 Uhr mittags erfolgte, erinnert bis heute das tägliche Mittagsläuten der St. Katharinenkirche Kesselsdorf um diese Uhrzeit. Außerdem entstand 1788, im Gedenken an diese Schlacht, der langsame Militärmarsch der Kursächsischen Leibgarde, genannt Der Kesselsdorfer, dessen Ursprünge jedoch schon bis 1742 zurückgehen sollen.

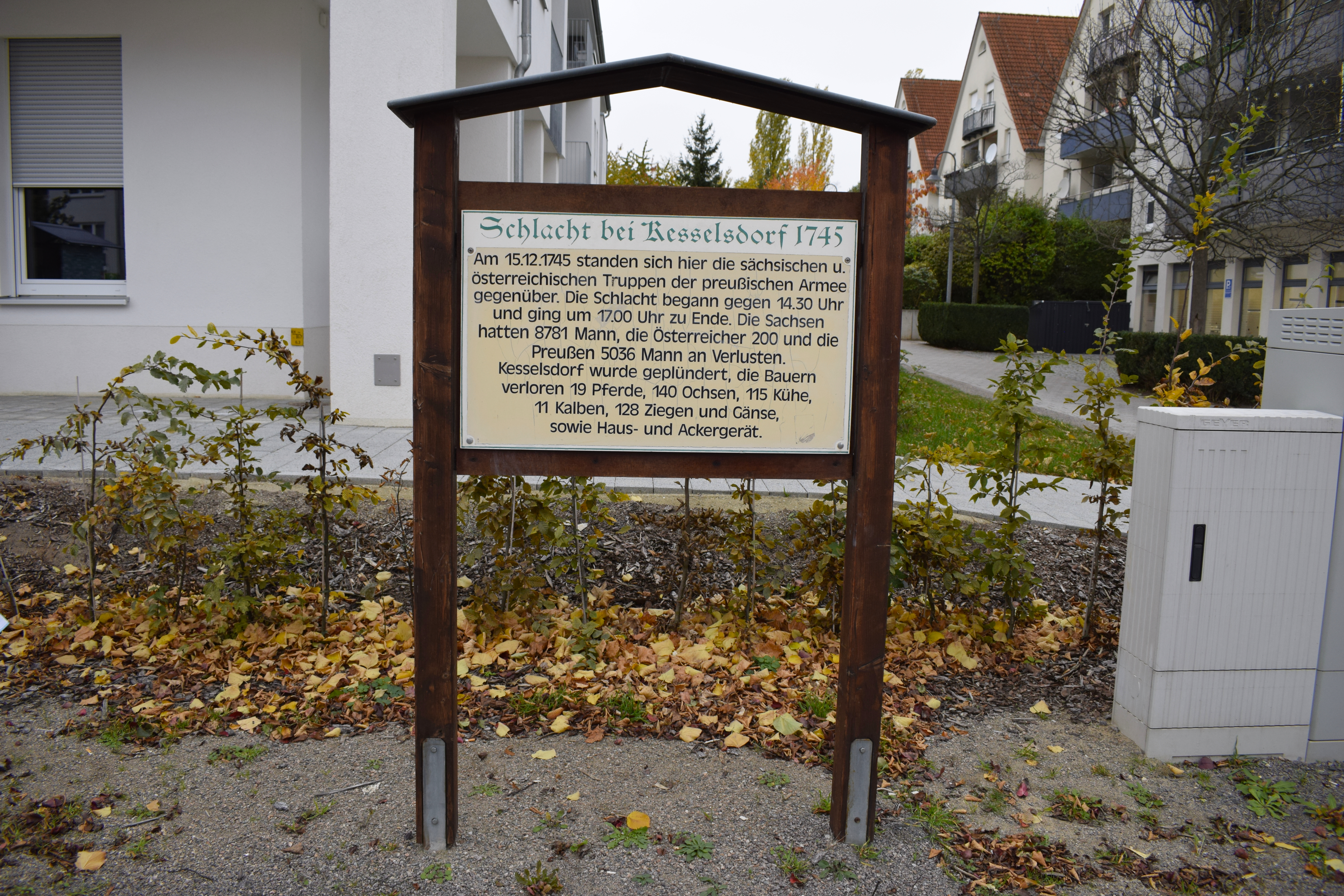
Erinnerungs-/Infotafel zur Schlacht bei Kesselsdorf 1745 – Gedenktafel auf dem Marktplatz.